# 55ste Oscaruitreiking
De 55ste Oscaruitreiking, waarbij prijzen werden uitgereikt aan de beste prestaties in films uit 1982, vond plaats op 11 april 1983 in het Dorothy Chandler Pavilion in Los Angeles. De ceremonie werd gepresenteerd door de Amerikaanse actrice Liza Minnelli, acteur Richard Pryor, acteur Walter Matthau en de Britse acteur Dudley Moore.
De grote winnaar van de avond was Gandhi, met in totaal elf nominaties en acht Oscars.

## Winnaars en genomineerden
De winnaars staan bovenaan in vet lettertype.

#### Beste film
- Gandhi
  - E.T. the Extra-Terrestrial
  - Missing
  - Tootsie
  - The Verdict

#### Beste regisseur
- Richard Attenborough - Gandhi
  - Sidney Lumet - The Verdict
  - Wolfgang Petersen - Das Boot
  - Sydney Pollack - Tootsie
  - Steven Spielberg - E.T. the Extra-Terrestrial

#### Beste mannelijke hoofdrol
- Ben Kingsley - Gandhi
  - Dustin Hoffman - Tootsie
  - Jack Lemmon - Missing
  - Paul Newman - The Verdict
  - Peter O'Toole - My Favorite Year

#### Beste vrouwelijke hoofdrol
- Meryl Streep - Sophie's Choice
  - Julie Andrews - Victor/Victoria
  - Jessica Lange - Frances
  - Sissy Spacek - Missing
  - Debra Winger - An Officer and a Gentleman

#### Beste mannelijke bijrol
- Louis Gossett jr. - An Officer and a Gentleman
  - Charles Durning - The Best Little Whorehouse in Texas
  - John Lithgow - The World According to Garp
  - James Mason - The Verdict
  - Robert Preston - Victor/Victoria

#### Beste vrouwelijke bijrol
- Jessica Lange - Tootsie
  - Glenn Close - The World According to Garp
  - Teri Garr - Tootsie
  - Kim Stanley - Frances
  - Lesley Ann Warren - Victor/Victoria

#### Beste originele scenario
- Gandhi - John Briley
  - Diner - Barry Levinson
  - E.T. the Extra-Terrestrial - Melissa Mathison
  - An Officer and a Gentleman - Douglas Day Stewart
  - Tootsie - Larry Gelbart, Murray Schisgal en Don McGuire

#### Beste bewerkte scenario
- Missing - Costa-Gavras en Donald Stewart
  - Das Boot - Wolfgang Petersen
  - Sophie's Choice - Alan J. Pakula
  - The Verdict - David Mamet
  - Victor/Victoria - Blake Edwards

#### Beste niet-Engelstalige film
- Volver a Empezar ("To Begin Again") - Spanje
  - Alsino and the Condor - Nicaragua
  - Coup de Torchon ("Clean Slate") - Frankrijk
  - The Flight of the Eagle - Zweden
  - Private Life - Sovjet-Unie

#### Beste documentaire
- Just Another Missing Kid - John Zaritsky
  - After the Axe - Sturla Gunnarsson en Steve Lucas
  - Ben's Mill - John Karol en Michel Chalufour
  - In Our Water - Meg Switzgable
  - A Portrait of Giselle - Joseph Wishy

#### Beste camerawerk
- Gandhi - Billy Williams en Ronnie Taylor
  - Das Boot - Jost Vacano
  - E.T. the Extra-Terrestrial - Allen Daviau
  - Sophie's Choice - Nestor Almendros
  - Tootsie - Owen Roizman

#### Beste montage
- Gandhi - John Bloom
  - Das Boot - Hannes Nikel
  - E.T. the Extra-Terrestrial - Carol Littleton
  - An Officer and a Gentleman - Peter Zinner
  - Tootsie - Fredric Steinkamp en William Steinkamp

#### Beste artdirection
- Gandhi - Stuart Craig, Bob Laing en Michael Seirton
  - Annie - Dale Hennesy en Marvin March
  - Blade Runner - Lawrence G. Paull, David L. Snyder en Linda DeScenna
  - La Traviata - Franco Zeffirelli en Gianni Quaranta
  - Victor/Victoria - Rodger Maus, Tim Hutchinson, William Craig Smith en Harry Cordwell

#### Beste originele muziek
- E.T. the Extra-Terrestrial - John Williams
  - Gandhi - Ravi Shankar en George Fenton
  - An Officer and a Gentleman - Jack Nitzsche
  - Poltergeist - Jerry Goldsmith
  - Sophie's Choice - Marvin Hamlisch

#### Beste originele nummers en hun bewerking -of- bewerkte muziek
- Victor/Victoria - Nummers: Henry Mancini en Leslie Bricusse, bewerkte muziek: Henry Mancini
  - Annie - Bewerkte muziek: Ralph Burns
  - One from the Heart - Nummers: Tom Waits

#### Beste originele nummer
- "Up Where We Belong" uit An Officer and a Gentleman - Muziek: Jack Nitzsche en Buffy Sainte-Marie, tekst: Will Jennings
  - "Eye of the Tiger" uit Rocky III - Muziek en tekst: Jim Peterik en Frankie Sullivan III
  - "How Do You Keep the Music Playing?" uit Best Friends - Muziek: Michel Legrand, tekst: Alan Bergman en Marilyn Bergman
  - "If We Were in Love" uit Yes, Giorgio - Muziek: John Williams, tekst: Alan Bergman en Marilyn Bergman
  - "It Might Be You" uit Tootsie - Muziek: Dave Grusin, tekst: Alan Bergman en Marilyn Bergman

#### Beste geluid
- E.T. the Extra-Terrestrial - Robert Knudson, Robert Glass, Don Digirolamo en Gene Cantamessa
  - Das Boot - Milan Bor, Trevor Pyke en Mike Le-Mare
  - Gandhi - Gerry Humphreys, Robin O'Donoghue, Jonathan Bates en Simon Kaye
  - Tootsie - Arthur Piantadosi, Les Fresholtz, Dick Alexander en Les Lazarowitz
  - Tron - Michael Minkler, Bob Minkler, Lee Minkler en Jim La Rue

#### Beste geluidseffectbewerking
- E.T. the Extra-Terrestrial - Charles L. Campbell en Ben Burtt
  - Das Boot - Mike Le-Mare
  - Poltergeist - Stephen Hunter Flick en Richard L. Anderson

#### Beste visuele effecten
- E.T. the Extra-Terrestrial - Carlo Rambaldi, Dennis Muren en Kenneth F. Smith
  - Blade Runner - Douglas Trumbull, Richard Yuricich en David Dryer
  - Poltergeist - Richard Edlund, Michael Wood en Bruce Nicholson

#### Beste kostuumontwerp
- Gandhi - John Mollo en Bhanu Athaiya
  - La Traviata - Piero Tosi
  - Sophie's Choice - Albert Wolsky
  - Tron - Elois Jenssen en Rosanna Norton
  - Victor/Victoria - Patricia Norris

#### Beste grime
- Quest for Fire - Sarah Monzani en Michèle Burke
  - Gandhi - Tom Smith

#### Beste korte film
- A Shocking Accident - Christine Oestreicher
  - Ballet Robotique - Bob Rogers
  - The Silence - Michael Toshiyuki Uno en Joseph Benson
  - Split Cherry Tree - Jan Saunders
  - Sredni Vashtar - Andrew Birkin

#### Beste korte animatiefilm
- Tango - Zbigniew Rybczynski
  - The Great Cognito - Will Vinton
  - The Snowman - John Coates

#### Beste korte documentaire
- If You Love This Planet - Edward Le Lorrain en Terri Nash
  - Gods of Metal - Robert Richter
  - The Klan: A Legacy of Hate in America - Charles Guggenheim en Werner Schumann
  - To Live or Let Die - Freida Lee Mock
  - Traveling Hopefully - John G. Avildsen

#### Jean Hersholt Humanitarian Award
- Walter Mirisch

#### Ere-award
- Mickey Rooney, als erkenning voor zijn 60 jaar aan veelzijdigheid in een verscheidenheid aan memorabele filmuitvoeringen.[2]

## Films met meerdere nominaties
De volgende films ontvingen meerdere nominaties:
| Nominaties | Film                        | Awards |
| ---------- | --------------------------- | ------ |
| 11         | Gandhi                      | 8      |
| 10         | Tootsie                     | 1      |
| 9          | E.T. the Extra-Terrestrial  | 4      |
| 7          | Victor/Victoria             | 1      |
| 6          | Das Boot                    |        |
| 6          | An Officer and a Gentleman  | 2      |
| 5          | Sophie's Choice             | 1      |
| 5          | The Verdict                 |        |
| 4          | Missing                     | 1      |
| 3          | Poltergeist                 |        |
| 2          | Annie                       |        |
| 2          | Blade Runner                |        |
| 2          | Frances                     |        |
| 2          | La Traviata                 |        |
| 2          | Tron                        |        |
| 2          | The World According to Garp |        |